# Gobinjanje
Gobinjanje je naziv za božićni običaj kićenja domova, groblja, štala i njiva bršljanovim granama. Kićenje se odvija na Badnji dan.
U starocrkvenoslavenskom gobino je naziv za poljske plodove, odnosno prinose. Prema hrvatskoj pučkoj predaji bršljan se smatrao svetom biljkom, jer se po predaji, Isus rodio u štalici obrasloj bršljanom. Prema predaji, kada je Herod naredio pokolj nevine dječice, tražeći Isusa da ga ubiju, domaćini su na kuću stavljali bršljanovu grančicu. Kada su došli do Isusove kuće, vidjeli su bršljan i otišli jer su mislili da su tu već bili.
Na Badnji dan bršljan se poškropi i izmoli Vjerovanje te bi se išlo gobinjati uz pjesmu:
Oj bršljane goro sveta,veselo,veselo
Kitiš dvore cijelog svijeta, veselo, veselo.

### Članci
- Dragić, Marko. 2013. Badnje gobinjanje i kićenje u kulturnoj baštini Hrvata. Bosna franciscana. Franjevačka teologija Sarajevo. Sarajevo. 21 (39): 62–75